# Massacre dos latinos

Mapa de Constantinopla. Os bairros latinos aparecem com o nome em roxo na margem sul da entrada do Corno de Ouro, a norte do centro histórico da cidade.

O Massacre dos latinos (em italiano:  Massacro dei Latini; em grego: Σφαγή των Λατίνων) foi um massacre em larga escala da população católica romana (chamados "latinos" por que o latim era a sua língua litúrgica) de Constantinopla, a capital do Império Bizantino, pelos habitantes ortodoxos orientais em maio de 1182.
Os católicos romanos dominavam o comércio marítimo e o setor financeiro da capital na época. Embora não existam números precisos, a maior parte da comunidade latina, estimada em mais de 60 000 pessoas, foi assassinada ou forçada a fugir. As comunidades genovesa e veneziana sofreram mais e os seus 4 000 sobreviventes foram vendidos como escravos para os turcos do Sultanato de Rum.
O massacre piorou muito as relações entre as Igrejas Católica e Ortodoxa, separadas desde o chamado "Grande Cisma" em 1054, e uma sequência de retaliações se seguiu.

## Contexto
Desde o final do século XI, comerciantes ocidentais, primordialmente das repúblicas marítimas italianas de Veneza, Gênova e Pisa, começaram a aparecer nos portos do oriente. Os primeiros foram os venezianos, que asseguraram para si enormes concessões do imperador bizantino Aleixo I Comneno. Aumentos posteriores destes privilégios e a impotência da marinha bizantina na época resultaram num virtual monopólio veneziano sobre o império.
O neto de Aleixo, Manuel I Comneno, desejando reduzir a influência dos italianos, começou a reduzir os privilégios de Veneza ao mesmo tempo que firmava acordos com seus rivais: Pisa, Gênova e Amalfi. Gradualmente, as quatro cidades receberam permissão para criar seus próprios quarteirões na região norte de Constantinopla, na direção do Corno de Ouro.
A predominância de comerciantes italianos causou tumultos na população e instabilidade econômica no império: ele acelerou o declínio dos comerciantes nativos em prol dos grandes exportadores, que tinham fortes laços com a aristocracia proprietária de terras. Estes, por sua vez, conseguiram, com este declínio, aumentar ainda mais suas posses. Juntamente com uma percebida "arrogância" dos italianos, a situação alimentou um grande ressentimento entre as classes média e pobre, tanto no campo quanto na cidade.
As diferenças religiosas entre os dois lados, que se viam uns aos outros como cismáticos, exacerbou ainda mais o problema. Os italianos se provaram incontroláveis pela autoridade imperial: em 1162, por exemplo, os pisanos e uns poucos venezianos atacaram o quarteirão genovês em Constantinopla, provocando muitos danos. Logo em seguida, o imperador Manuel expulsou genoveses e pisanos da cidade, dando aos venezianos ainda mais liberdade pelos anos seguintes.
No início de 1171, porém, quando os venezianos atacaram novamente e praticamente destruíram o quarteirão genovês da capital, o imperador retaliou ordenando a prisão em massa de todos os venezianos por todo o império e confiscou suas propriedades. Uma expedição punitiva de Veneza no Egeu fracassou: um assalto direto à capital era impossível por conta das forças bizantinas e os venezianos concordaram em negociar, um processo que o imperador atrasou intencionalmente. Conforme as conversas se arrastavam pelo inverno adentro, a frota veneziana esperou na costa de Quios até que uma epidemia de peste forçou a retirada.
Os venezianos e o império permaneceram em pé de guerra, com os italianos prudentemente evitando um confronto direto financiando revoltas dos sérvios, cercando Ancona (a última fortaleza bizantina na Itália) e assinando um tratado com os ítalo-normandos do Reino da Sicília. As relações se normalizaram gradativamente: há evidências de um tratado em 1179, embora o retorno à situação anterior só tenha ocorrido em meados da década de 1180. Enquanto isso, os genoveses e pisanos lucraram com a disputa e, já em 1180, estima-se que mais de 60 000 latinos vivessem em Constantinopla.

## Morte de Manuel I e o massacre

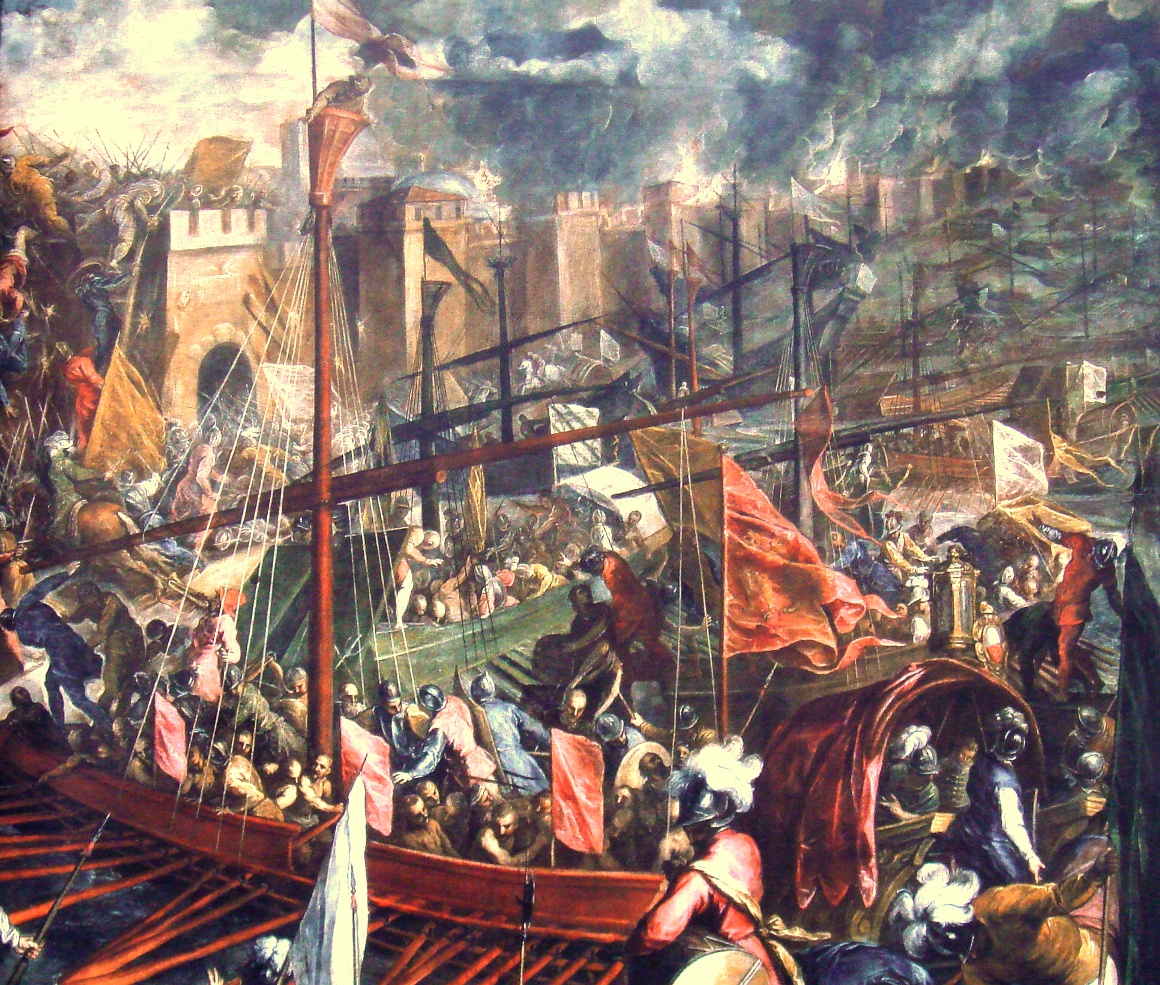
O Saque de Constantinopla (1204) pela Quarta Cruzada, o ápice da disputa entre o ocidente e o oriente

Depois da morte de Manuel I, sua viúva, a princesa latina Maria de Antioquia atuou como regente  do jovem filho do casal, Aleixo II Comneno. O período ficou famoso pelo descarado favoritismo que ela demonstrava aos comerciantes latinos e aos grandes proprietários de terras, e ela acabou sendo deposta em abril de 1182 por Andrônico I Comneno, que entrou na cidade ovacionado pela população. Quase que imediatamente, as celebrações se transformaram em violência contra os odiados latinos e, depois de invadir os bairros onde moravam, a multidão começou a atacar seus habitantes.
Muitos já haviam se antecipado aos eventos e conseguiram fugir pelo mar. O massacre que se seguiu foi indiscriminado: nem mulheres e nem crianças foram poupados e os pacientes encontrados no hospital latino foram assassinados. Casas, igrejas e instituições de caridade foram saqueadas. O clero latino recebeu atenção especial e o cardeal João, o legado papal, foi decapitado e sua cabeça foi arrastada pelas ruas presa no rabo de um cachorro.
Embora o próprio Andrônico não demonstrasse nenhuma atitude particularmente anti-latina, ele permitiu que o massacre continuasse livremente. Uns anos depois, o próprio Andrônico I foi deposto e entregue à multidão: ele foi torturado e executado sumariamente no Hipódromo de Constantinopla por soldados latinos.

## Impacto
O massacre piorou muito a imagem dos bizantinos no ocidente e, embora os acordos comerciais logo tenham sido refeitos entre o Império Bizantino e os estados latinos, a hostilidade permaneceria, levando uma espiral de atos retaliatórios: uma expedição normanda comandada por Guilherme II da Sicília em 1185 saqueou Tessalônica, a segunda maior cidade bizantina, e os imperadores germânicos Frederico I e Henrique IV ameaçaram atacar Constantinopla.
A disputa culminou com o brutal saque de Constantinopla pela Quarta Cruzada em 1204, que consolidou permanentemente o cisma entre católicos e ortodoxos. O massacre em si, porém, permanece relativamente obscuro e o historiador católico Warren Carroll lembra que "historiadores que se mostram eloquentes e indignados - com considerável razão - sobre o saque de Constantinopla... raramente, se o fizerem, mencionam o massacre dos ocidentais em ... 1182".